# آرثر إي. همفري
آرثر إي. همفري (بالإنجليزية: Arthur E. Humphrey) هو مهندس كيميائي أمريكي، ولد في 9 نوفمبر 1927 في موسكو في الولايات المتحدة.